# Vida a Mart
Durant moltes dècades s'ha especulat sobre la possibilitat que existeixi o hagi existit vida a Mart. Malgrat els descobriments recents, l'espectre d'opinions entre els científics varia considerablement, amb grups que sostenen que la vida a Mart és impossible, i un altre grup que declara que la vida a Mart és un fet comprovat.
Segons les investigacions de les sondes enviades a Mart des del 2000, no sembla que hi hagi rastres de vida al planeta avui en dia. No obstant això, la possibilitat que han existit condicions per a l'existència de vida es torna més acceptable amb l'evidència de la presència d'aigua en la seva superfície en un passat llunyà de dos mil milions d'anys, i l'existència actual d'aigua en els seus casquets polars, a més de les sospites que també podria haver-hi aigua sota la superfície. Un nou impuls va aparèixer el 4 d'agost de 2011, amb la informació de la NASA, del descobriment de fluxos d'aigua a les parets de diversos cràters durant els períodes càlids de l'any. Científics de la Universitat d'Arizona van dir que l'aigua salada era la «millor explicació» per als fluxos, per la seva capacitat per resistir a la congelació, el que també podria permetre l'existència d'organismes extremòfils.
Encara que el consens general de la comunitat científica descarta la possibilitat de vida present a Mart, persisteixen dubtes sobre si alguna vegada va existir vida a Mart quan la seva atmosfera era més densa i l'aigua líquida existia en abundància.

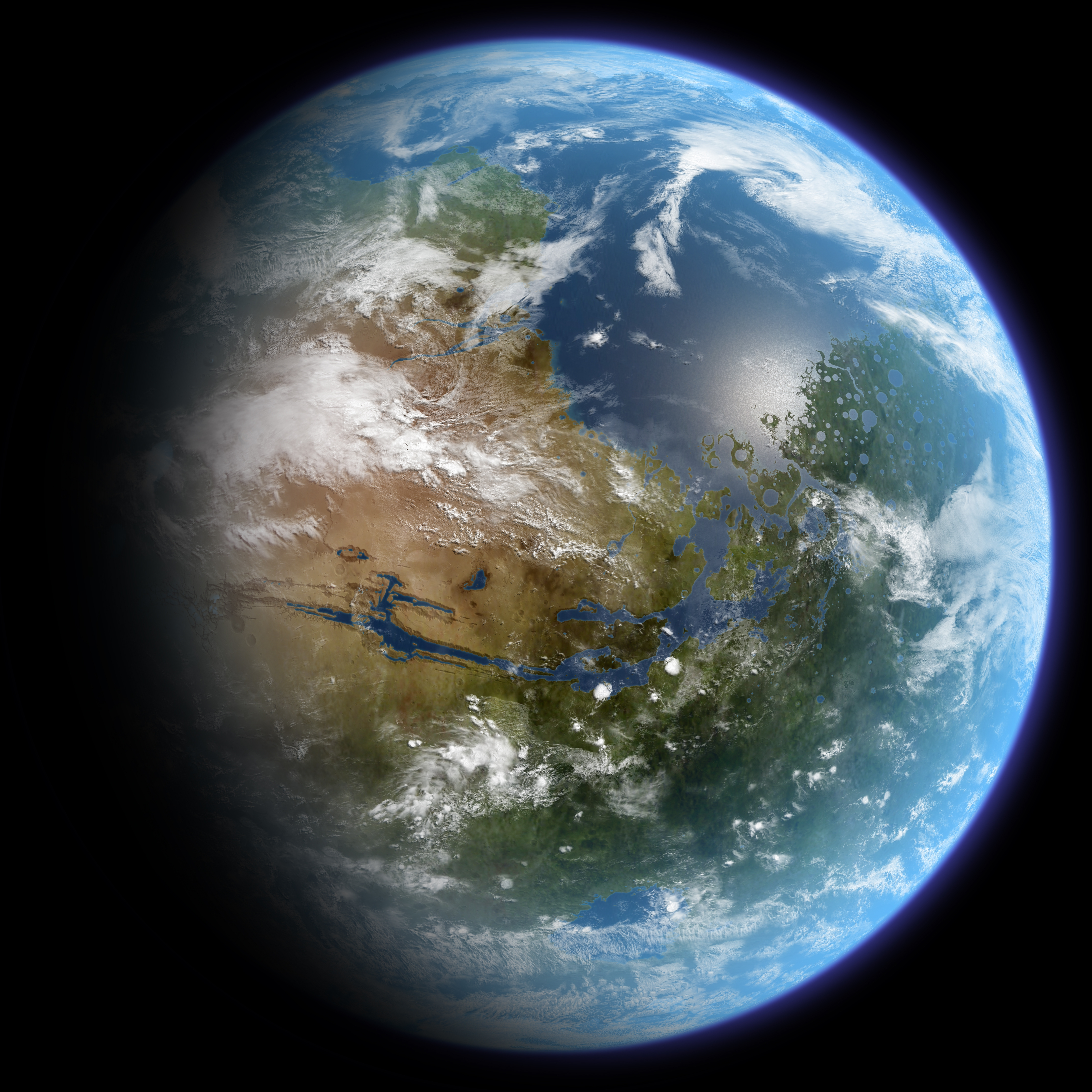
Concepció artística de Mart en un possible passat (o futur) llunyà.

## Especulacions històriques

### Canals de Mart

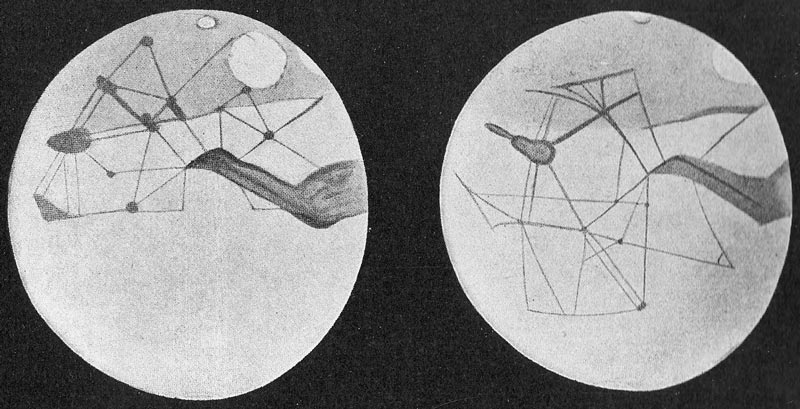
Canals de Mart, segons l'astrònom Percival Lowell, 1898.

El 1840, els astrònoms alemanys Beer i Mädler van publicar el primer mapamundi de Mart, amb dades obtingudes de les seves observacions telescòpiques, al que seguirien els del britànic Dawes a partir de 1852. L'any 1877 va presentar una oposició molt propera a la Terra, i va ser un any clau per als estudis de Mart. L'astrònom estatunidenc Asaph Hall va descobrir els satèl·lits Fobos i Deimos, mentre l'astrònom italià Giovanni Schiaparelli es va dedicar a cartografiar acuradament Mart; en efecte, avui en dia, es fa servir la nomenclatura inventada per ell per als noms de les regions marcianes (Syrtis Major, Mare Tyrrhenum, Solis lacus, etc.). Schiaparelli també va creure observar unes línies fines en la superfície de Mart, les quals va batejar com canali. El problema va ser que aquesta paraula es va traduir malament a l'anglès com «canals», paraula que implica construccions artificials i implicava que aquests canals havien estat construïts per civilitzacions marcianes.

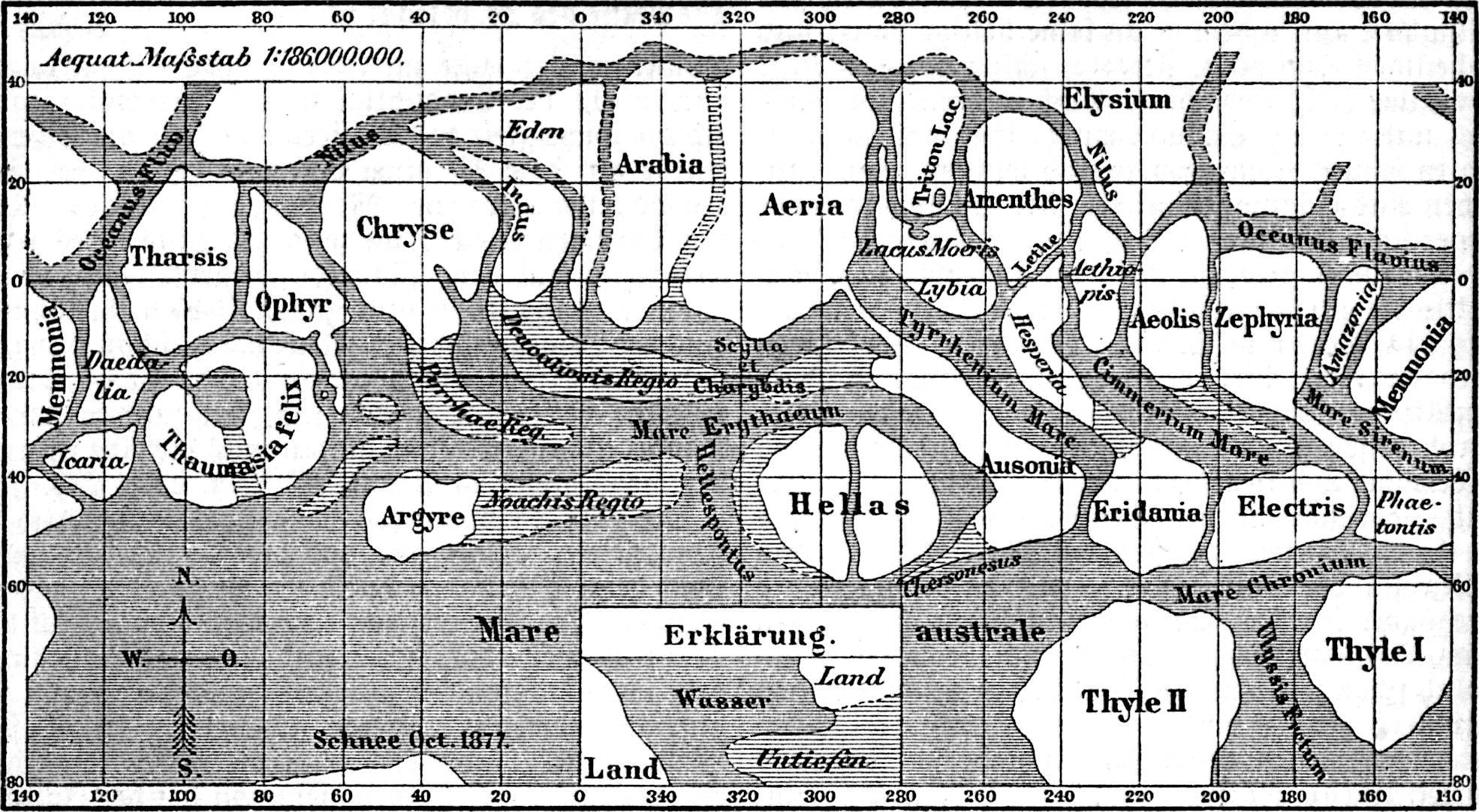
Mapa històric de Mart dibuixat per Giovanni Schiaparelli, 1890.

Aquesta última paraula va despertar la imaginació de molta gent, especialment de l'astrònom Camille Flammarion i de l'empresari Percival Lowell i es van dedicar des de 1906 a especular que en el passat, hi va haver vida intel·ligent a Mart. Lowell estava tan entusiasmat amb aquesta idea que es va construir el 1894 el seu propi observatori a Flagstaff, Arizona, per estudiar aquest planeta. Les seves observacions el van convèncer que Mart era un planeta que s'estava assecant, i una sàvia i antiga civilització marciana havia construït aquests canals per drenar aigua dels casquets polars i enviar-la cap a les assedegades ciutats; de fet, els canals van ser una il·lusió òptica. Cap als anys 1950, ja gairebé ningú creia en civilitzacions marcianes, però molts estaven convençuts de què, si hi hagués vida a Mart, seria en forma de molses i líquens primitius, fet que es va posar en dubte en ser Mart visitat per primera vegada per una nau espacial, la Mariner 4, el 1965.
Les primeres anàlisis espectroscòpiques de Mart es van iniciar el 1884, quan l'astrònom estatunidenc William Wallace Campbell va demostrar que no hi havia aigua ni oxigen en l'atmosfera de Mart.

### Els marcians de H. G. Wells
Herbert George Wells, més conegut com a «H. G. Wells» (1866-1946), va ser un escriptor anglès famós per les seves obres de ciència-ficció. El 1898, Wells va publicar La guerra dels mons, una novel·la de ciència-ficció sobre contactes extraterrestres i la primera que narra una invasió a gran escala. La novel·la va ser adaptada per un productor estatunidenc, George Orson Welles el 1938 per a crear un serial radiofònic que a la seva època va crear gran alarma social, ja que es va emetre com noticiari de caràcter urgent i milers de persones que no van sentir la introducció de La guerra dels mons, van creure en realitat que havien estat envaïts per marcians, cosa que va provocar escenes de pànic entre els ciutadans.
Aquestes novel·les de ràdio i les antigues visions històriques de vida a Mart, van reforçar la creença popular que existia vida en aquest planeta. Quan es va iniciar l'era espacial, es va comprovar que Mart era en realitat un món sec, gelat i sense vida.

### La «cara de Mart»

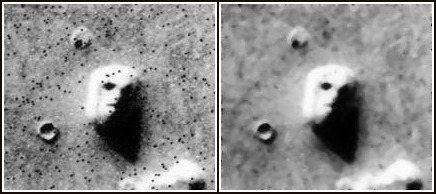
Dues fotografies originals del Viking de la «cara» de Mart.

La «cara de Mart» és un tret distintiu a la superfície de Mart situat a la regió de Cydonia Mensae, que per a algunes persones s'assembla a un rostre humà. La «cara» mesura aproximadament 3 km de llarg per 1,5 km d'ample. Va ser fotografiada per primera vegada el 25 de juliol de 1976 per la sonda espacial Viking 1, que orbitava el planeta en aquell moment. L'aparença d'una cara es dona perquè la combinació de l'angle d'il·luminació de la llum del Sol i la baixa resolució de la foto tendeixen a suavitzar les irregularitats de la superfície, i per la tendència del cervell humà a reconèixer patrons familiars, especialment cares (pareidolia). La interpretació original va ser correctament avaluada pel cap del programa Viking, Gerry Soffen, com una il·lusió òptica de llum i ombra, però, un comentarista ufòleg pseudocientífic, Richard C. Hoagland, va publicar un llibre afirmant que la fotografia representava un monument d'algun tipus, i la seva existència era prova que una intel·ligència extraterrestre va visitar aquest planeta en un moment llunyà del passat. La interpretació oficial està sostinguda per les noves fotografies preses per la sonda Mars Global Surveyor el 1998 i 2001, i per la sonda Mars Odyssey el 2002. Fotografiada sota diferents condicions d'il·luminació i a una resolució més alta, la forma no sembla una cara.

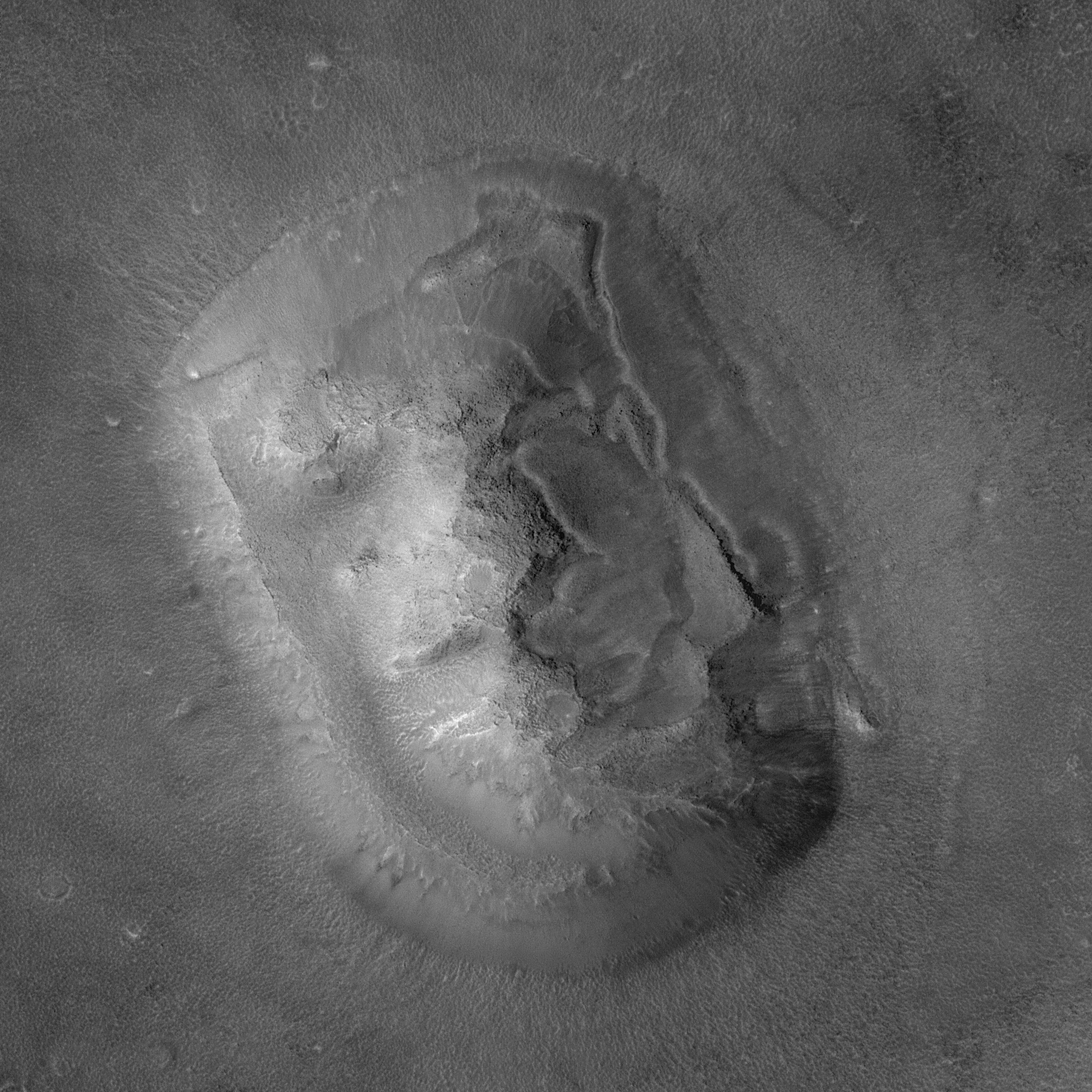
Fotografia d'alta resolució de la «cara» de Mart, presa pel Mars Global Surveyor.

## Meteorits
La NASA manté un catàleg de 34 meteorits considerats provinents de Mart i recuperats en diversos països. Aquests meteorits són extremadament valuosos, ja que són les úniques mostres físiques de Mart disponibles per analitzar. Els tres meteorits llistats a continuació, exhibeixen característiques que alguns investigadors consideren tenir indicis de possibles molècules orgàniques naturals o probables fòssils microscòpics.

### Meteorit ALH84001

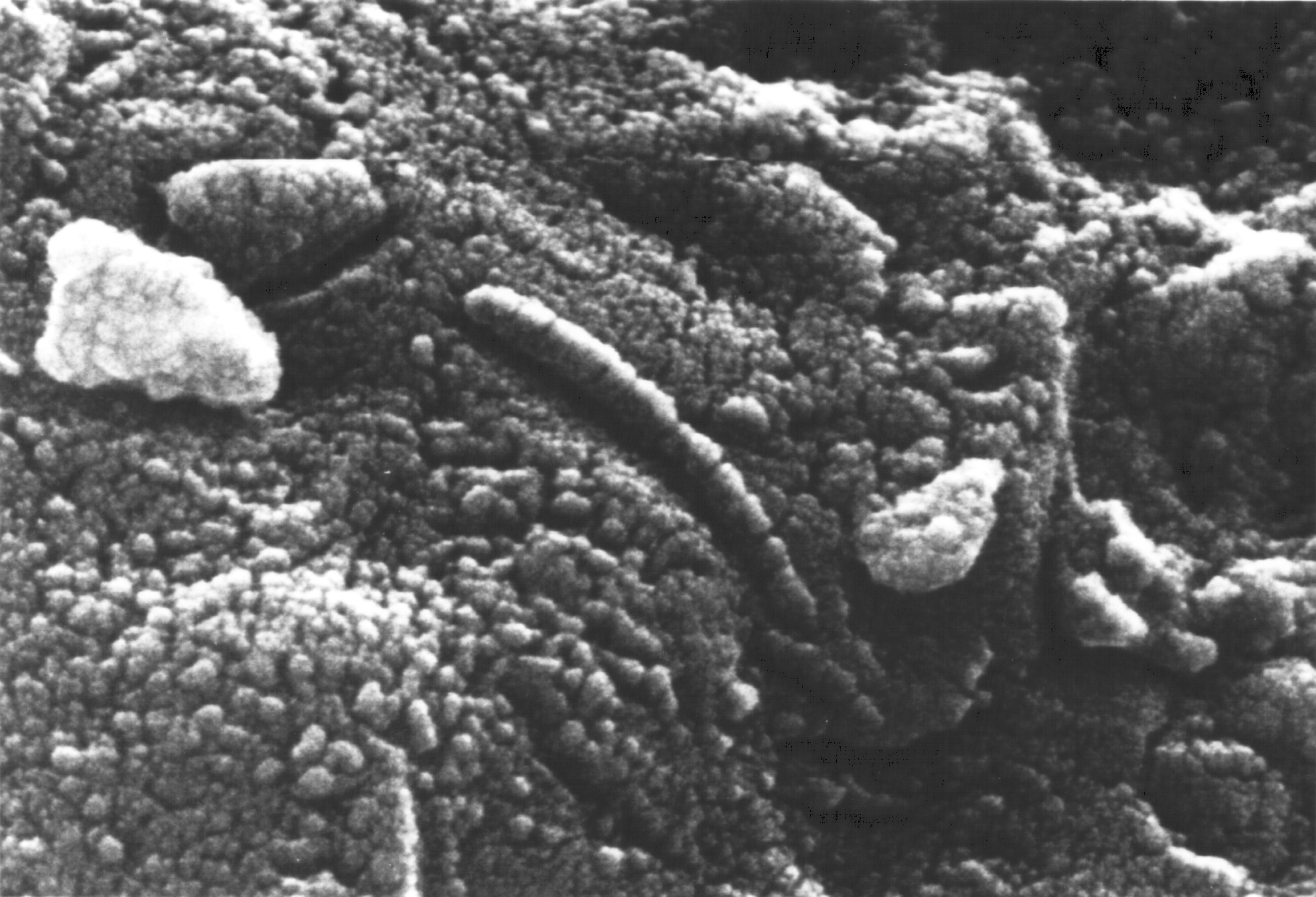
Imatge obtinguda per un microscopi electrònic d'estructures minerals a l'interior del meteorit ALH84001.

El meteorit ALH84001 va ser trobat a l'Antàrtida el desembre de 1984 per un grup d'investigadors del projecte ANSMET; el meteorit pesa 1,93 kg. Alguns investigadors assumeixen que les formes regulars podrien ser microorganismes fossilitzats, similars als hipotètics nanobis i nanobacteris. També se li ha detectat contingut de certa magnetita que, a la Terra, tan sols troba en relació amb certs microorganismes.

### Meteorit Nakhla
El meteorit Nakhla, provinent de Mart, va caure a la Terra el 28 de juny de 1911, aproximadament a les 09:00 a la localitat de Nakhla, Alexandria, Egipte.

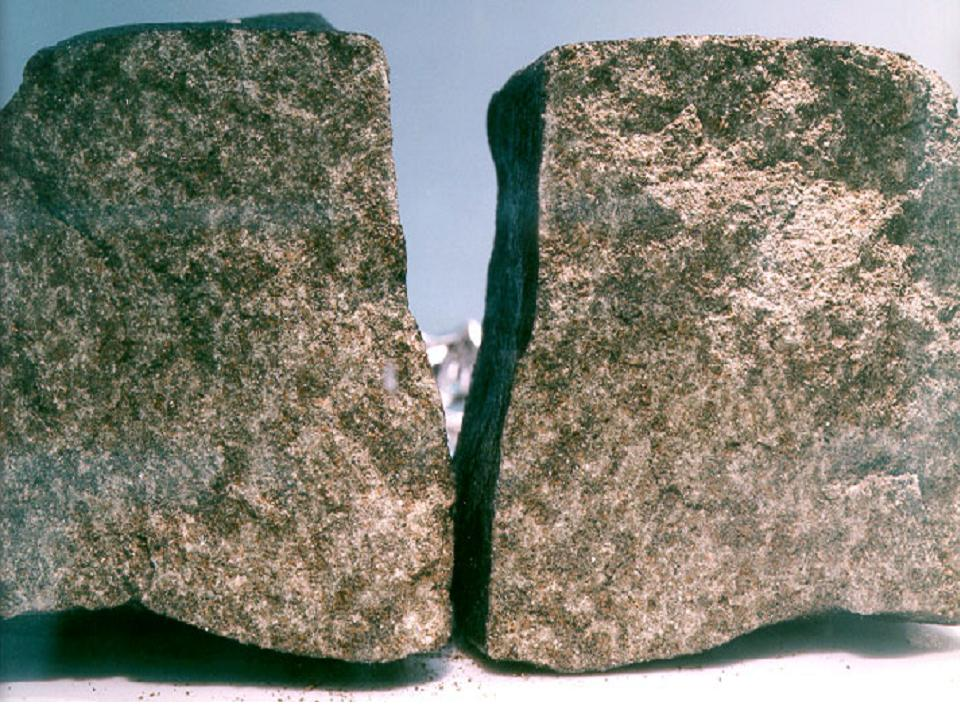
Meteorit Nakhla.

Un equip del Centre Espacial Johnson de la NASA va obtenir una petita mostra d'aquest meteorit el març de 1998, la qual va ser analitzada per mitjà de microscòpia òptica, microscopi electrònic i altres tècniques per determinar el seu contingut, els investigadors van observar partícules esfèriques de mida homogeni. Així mateix, van dur a terme anàlisis mitjançant cromatografia de gasos i espectrometria de masses (GC-MS) per estudiar els hidrocarburs aromàtics d'alt pes molecular. A més, es van identificar a l'interior «estructures cel·lulars i secrecions exopolimèriques». Els científics de la NASA van concloure que «almenys un 75% del material orgànic no pot ser contaminació terrestre».
Això va causar interès addicional pel qual el 2006, la NASA va demanar una mostra més gran del meteorit Nakhla al Museu d'Història Natural de Londres. En aquest segon espècimen, es va observar un alt contingut de carboni en forma de ramificacions. En publicar les imatges respectives el 2006, es va obrir un debat per part d'uns investigadors independents que consideren la possibilitat que el carboni és d'origen biològic. Tanmateix, altres investigadors han recalcat que el carboni és el quart element més abundant de l'Univers, per la qual cosa trobar-lo en curioses formes o patrons, no suggereix la possibilitat d'origen biològic.

### Meteorit Shergotty
El meteorit Shergotty, d'origen marcià i amb massa de 4 kg, va caure en Shergotty, Índia el 25 d'agost de 1865, on testimonis el van recuperar immediatament. Aquest meteorit està compost de piroxè i es calcula que va ser format a Mart fa 165 milions d'anys i va ser exposat i transformat per aigua líquida per molts anys. Certes característiques d'aquest meteorit suggereixen la presència de restes de membranes o pel·lícules de possible origen biològic, però la interpretació de les seves formes mineralitzades varia.

## Característiques físiques i químiques

### Aigua líquida

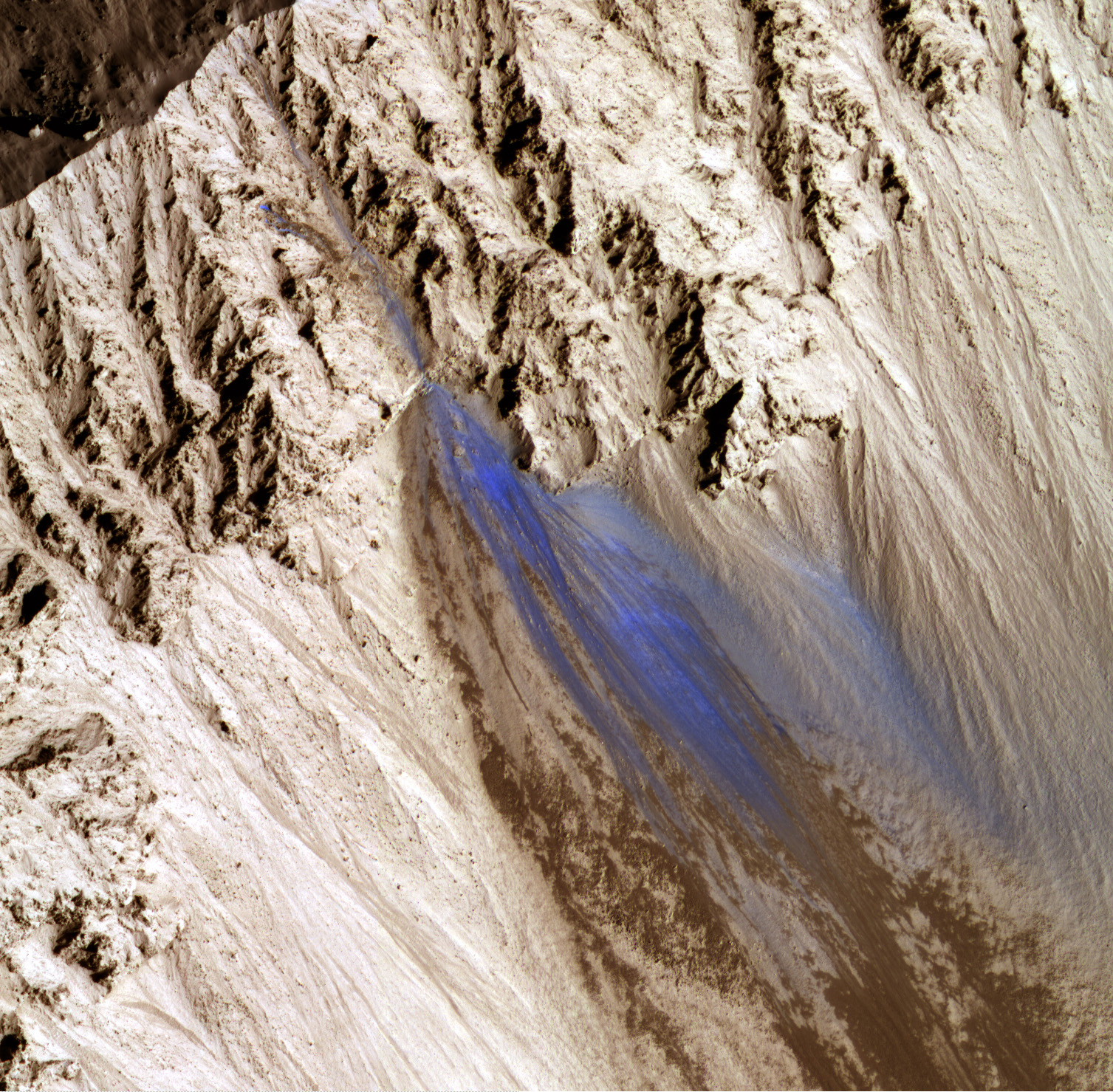
Imatge amb color fals dels esllavissaments recents al cràter Zunil.

Les actuals teories que prediuen les condicions en les quals es pot trobar vida, exigeixen la disponibilitat d'aigua en estat líquid. És per això tan important la seva recerca, encara no trobada en aquest planeta. Tan sols s'ha pogut trobar aigua en estat sòlid (gel) i s'especula que sota terra poden donar-se les condicions ambientals perquè l'aigua es mantingui en estat líquid. L'aigua líquida no pot existir sobre la superfície de Mart sota les condicions actuals de la seva atmosfera.
Se sap ara que Mart va tenir abundants cursos d'aigua, i va ser perquè comptava també amb una atmosfera molt més densa que proporcionava major pressió i temperatures més elevades. En dissipar-se la major part d'aquesta atmosfera en l'espai, i disminuir així la pressió i baixar la temperatura, l'aigua va desaparèixer de la superfície de Mart. Ara bé, subsisteix en l'atmosfera en estat de vapor, encara que en escasses proporcions, així com als casquets polars, constituïts per grans masses de gels perpetus.
Recentment, s'ha detectat evidència que suggereix el flux d'aigua líquida a les parets d'un cràter; imatges per la Mars Global Surveyor mostren barrancs i sediments formats en un lapse màxim de sis anys per torrents d'aigua. La comparació amb la geologia terrestre suggereix que es tracta de les restes d'un subministrament superficial d'aigua semblant a un aqüífer.
La sonda espacial Phoenix va comprovar el 2008 que quan la temperatura s'eleva per sobre d'un cert límit, i/o és exposat a la radiació solar i radiació còsmica, el gel de la superfície se sublima, convertint-se en vapor sense passar per l'estat líquid; és així com es forma el vapor d'aigua en l'atmosfera del planeta, encara que està present en proporció ínfima (0,01%). La sublimació d'aigua no passa a gran escala als casquets polars, ja que estan protegits de la radiació per una capa de sorra i pols.

### Metà
Traces de gas metà (mitjana de 10 ppm) van ser detectades en l'atmosfera de Mart el 2003 pel Goddard Space Flight Center de la NASA. El març de 2004, es va confirmar mitjançant observacions addicionals per part de la Mars Express Orbiter i del telescopi anomenat Canadà-França-Hawaii.
La presència de gas metà és considerada un misteri, ja que sota les condicions atmosfèriques de Mart, el metà és inestable i desapareix després de diversos anys, el que indica que hi ha d'existir a Mart una font productora de metà que manté aquesta concentració en la seva atmosfera, la qual ha de produir un mínim de 150 tones de metà cada any. Al considerar les fonts probables, es van descartar els impactes d'asteroides, ja que aporten només un 0,8% de la producció anual de metà. Fonts geotèrmiques o geoquímiques són possibles, però no s'ha detectat cap. La possibilitat de generació de metà per mitjà de microorganismes, és bastant comú a la Terra, i encara no s'ha descartat com una possibilitat a Mart, per la qual cosa es planeja que el pròxim astromòbil dedicat a la recerca de vida a Mart, el Mars Science Laboratory, inclogui un espectròmetre de masses capaç de mesurar la diferència entre el ¹⁴C i el 12C per determinar si el metà és d'origen biològic o geològic.

### Formaldehid
El febrer de 2005, es va anunciar que l'Espectròmetre Planetari Fourier (PFS) a la Mars Express Orbiter de l'Agència Espacial Europea, havia detectat traces de formaldehid a l'atmosfera de Mart. Vittorio Formisano, el director del PFS, ha especulat que el formaldehid podria ser el subproducte de l'oxidació del metà, i segons ell, proporcionaria evidència que Mart sigui o molt actiu geològicament o alberga colònies de vida microbiana. Científics de la NASA consideren que els resultats preliminars són molt interessants per al seguiment, però també han rebutjat les afirmacions sobre l'existència de vida.

### Sílice
El maig de 2007, el robot Spirit va moure un tros de terra amb la seva roda inoperant, deixant al descobert una àrea extremadament rica en sílice (90%). La característica és una reminiscència de l'efecte d'aigües termals o vapor entrant en contacte amb roques volcàniques. Els científics consideren això com una evidència d'un ambient passat que pot haver estat favorable per a la vida microbiana, i van teoritzar que un possible origen de la sílice pot haver estat produït per la interacció del sòl amb vapors àcids produïts per l'activitat volcànica en presència d'aigua. Un altre origen possible podria haver estat d'aigua en un ambient d'aigües termals.

### Guèisers a Mart
| «Guèisers a Mart» (concepció artística de la NASA): les taques són producte d'erupcions fredes de gel subterrani que ha estat sublimat (Art: Ron Miller). |  | «Guèisers a Mart» (concepció artística de la NASA): les taques són producte d'erupcions fredes de gel subterrani que ha estat sublimat (Art: Ron Miller). |
| «Guèisers a Mart» (concepció artística de la NASA): les taques són producte d'erupcions fredes de gel subterrani que ha estat sublimat (Art: Ron Miller). |  | «Taques fosques» a les dunes del pol sud de Mart. |

Durant 1998-1999, el sistema orbital Mars Global Surveyor de la NASA va detectar taques fosques a les dunes de la capa de gel del pol sud, entre les latituds 60°- 80°. La peculiaritat d'aquestes taques, és que el 70% d'elles recorre anualment en el mateix lloc de l'any anterior. Les taques de les dunes apareixen al principi de cada primavera i desapareixen al principi de cada hivern, pel que un equip de científics de Budapest, ha proposat que aquestes taques podrien ser d'origen biològic i de caràcter extremòfil.
Per la seva banda, la NASA ha conclòs que les taques són producte d'erupcions fredes de guèisers, els quals són alimentats no per energia geotèrmica sinó per energia solar. Científics de la NASA expliquen que la llum del sol escalfa l'interior del gel polar i el sublima a una profunditat màxima d'1 metre, creant una xarxa de túnels horitzontals amb gas de diòxid de carboni (CO₂) sota pressió. Eventualment, el gas escapa per una fissura i porta amb si partícules de sorra basàltica a la superfície.

### Radiació còsmica
El 1965, la sonda Mariner 4 va descobrir que Mart no tenia cap camp magnètic global que protegeixi el planeta de les potencialment mortals radiacions còsmiques i solar; les observacions fetes a la dècada del 1990 per la Mars Global Surveyor han confirmat aquest descobriment. Els científics especulen que la manca de blindatge magnètic va ajudar el vent solar a endur-se molta de l'atmosfera de Mart al llarg de diversos milions d'anys.
El 2007, es va calcular que la suposada existència de vida a Mart estaria limitada a la profunditat mínima de 7,5 metres, a causa de l'acció destructiva de la radiació còsmica i radiació solar en les molècules d'ADN i ARN. Per tant, la millor oportunitat de trobar una història de vida a Mart, resideix en les profunditats del planeta.

## Sondes espacials

### Mariner 4
| El cràter Mariner tal com fou vist pel Mariner 4 el 1965. Fotos com aquesta suggereixen que Mart és massa sec per a qualsevol tipus de vida. |  | El cràter Mariner tal com fou vist pel Mariner 4 el 1965. Fotos com aquesta suggereixen que Mart és massa sec per a qualsevol tipus de vida. |
| El cràter Mariner tal com fou vist pel Mariner 4 el 1965. Fotos com aquesta suggereixen que Mart és massa sec per a qualsevol tipus de vida. |  | Antigus illes vistes pel Viking Orbiter mostren que es produïren grans inundacions a Mart. Imatge presa a la regió Lunae Palus.              |

La sonda Mariner 4 va dur a terme el primer sobrevol reeixit del planeta Mart, i va transmetre les primeres imatges de la superfície del planeta el 1965. Les fotografies van mostrar un Mart àrid, sense rius, oceans o qualsevol altre signe de vida. A més, van revelar que la superfície (almenys les parts que va fotografiar) estava coberta de cràters, indicant una manca de tectònica de plaques i meteorització de qualsevol tipus en els darrers quatre milions d'anys. La sonda també va descobrir que Mart no té camp magnètic global que protegeixi el planeta dels raigs còsmics potencialment mortals. La sonda també va ser capaç de calcular que la pressió atmosfèrica del planeta era al voltant de 0,6 kPa (enfront dels 101,3 kPa de la Terra), el que significa que no hi ha possibilitat d'existir aigua líquida a la superfície. Després de la nau Mariner 4, la recerca de vida a Mart s'ha convertit en la recerca d'organismes com els bacteris, en lloc dels organismes multicel·lulars, ja que l'ambient era clarament massa hostil per a aquests.

### Programa Mars
A través del Programa Mars de la Unió Soviètica (1962-1973), set sondes interplanetàries van ser llançades amb l'objectiu d'estudiar Mart. La Mars 1 va ser la primera nau espacial llançada cap al planeta veí, però la transmissió de telemesura es va perdre quan estava prop de 107 milions de quilòmetres de la Terra. La Mars 2, llançada gairebé deu anys més tard, consistia en un orbitador i un «lander»; l'orbitador va ser capaç de complir la seva missió, però el «lander» va ser destruït en aterrar, convertint-se en el primer objecte artificial que va xocar amb un altre planeta. La Mars 3, llançada poques setmanes després de la seva predecessora, també va entrar en òrbita al voltant de Mart i el seu «lander» va fer el primer aterratge suau en un altre planeta. No obstant això, després de tan sols 20 segons de funcionament en la superfície, on ha transmès part d'una imatge panoràmica, la sonda va deixar de funcionar. Se suposa que la Mars 3 ha baixat enmig d'una gran tempesta de sorra que va danyar els instruments a bord.

### Programa Viking
Un dels motius principals per a l'enviament de les sondes Viking el 1976 a Mart, va ser la recerca de la vida. Per a això, les sondes Viking que es van posar sobre la superfície portaven amb si el Biology Instrument, un contenidor de tres equips d'anàlisi: el Pyrolytic Release Experiment, el Labeled Release Experiment, i el Gas Exchange Experiment. Només el Labeled Release Experiment va donar resultat positiu d'activitat metabòlica. A causa que els equips de cromatografia de gasos i l'espectròmetre de masses no van detectar molècules orgàniques naturals, el resultat de metabolisme no es va poder corroborar, de manera que fins a la data, els resultats de vida a Mart pel Programa Viking, són oficialment considerats com a inconcloents.

#### Gillevinia straata
L'afirmació que hi ha algun tipus de vida a Mart (representat per Gillevinia straata) és sustentada principalment pels professors Gilbert Levin, Rafael Navarro-González i Ronalds Paepe, basada en la reinterpretació de vells dades recollides per les sondes Viking. El 2006, el neurobiòleg Mario Crocco va proposar una nova classificació taxonòmica, en la qual el Gillevinia straata deixa de ser un tipus de bacteri (que és un organisme del planeta Terra) i passa a integrar un nou regne anomenat «Jakobia». No obstant això, la nova classificació no va ser acceptada per la comunitat científica, que la va considerar com un «nomen nudum».

### Sonda Phoenix (2008)

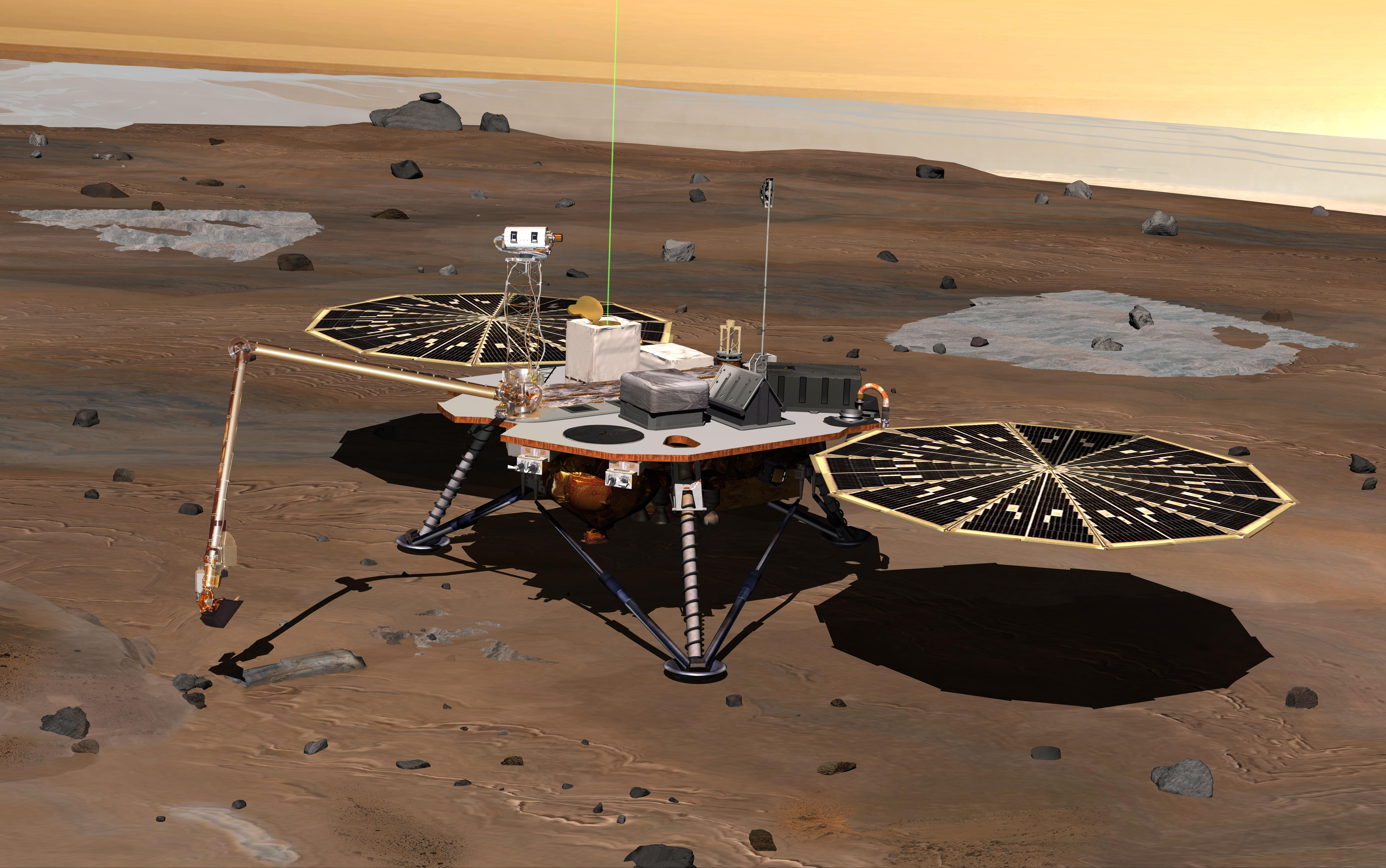
Concepció artística de la sonda Phoenix.

La missió Phoenix va aterrar un vehicle explorador a la regió polar de Mart el 25 de maig de 2008 i va operar fins al 10 de novembre 2008. Un dels dos objectius primaris de la missió era la recerca d'una «zona habitable» al regolit de Mart, on podria existir vida microbiana; l'altre objectiu principal era estudiar la història geològica de l'aigua a Mart. El mòdul d'aterratge té un braç robòtic de 2,5 metres capaç de cavar una rasa de 0,5 metres en el regolit. Hi havia un experiment electroquímic que va analitzar els ions en el regolit i la quantitat i tipus d'antioxidants a Mart. Les dades del programa Viking indicaven que els oxidants a Mart poden variar amb la latitud, i va assenyalar que la Viking 2 va veure menys oxidants que la Viking 1 en la seva posició més al nord. Phoenix va aterrar més enllà al nord. Les dades preliminars de Phoenix van revelar que el sòl de Mart conté perclorat i, per tant, no pot ser tan favorable a la vida com es pensava abans. El pH i el nivell de salinitat van ser vists com a benignes des del punt de vista de la biologia. Els analitzadors també van indicar la presència de molecules d'aigua i de CO₂.

### Mars Science Laboratory (2012)
La missió del Mars Science Laboratory és un projecte de la NASA que va llançar el 26 de novembre de 2011 el rover Curiosity, un vehicle robòtic de propulsió nuclear, que porta instruments dissenyats per avaluar el passat i el present habitabilitat a Mart. El rover Curiosity va aterrar a Mart a Aeolis Palus al Cràter Gale, a prop d'Aeolis Mons (també conegut com a Mont Sharp), el 6 d'agost de 2012.
El 16 de desembre de 2014, la NASA va informar que el rover Curiosity va detectar un "punt de deu vegades", probablement localitzat, en la quantitat de metà a l'atmosfera marciana. Les mesures de mostres preses "una dotzena de vegades durant 20 mesos" van mostrar augments a finals de 2013 i principis de 2014, amb una mitjana de "7 parts de metà per mil milions a l'atmosfera". Abans i després d'això, les lectures van ser de mitjana al voltant d'una desena part d'aquest nivell. A més, es van detectar nivells baixos de clorobenzè (C
6H
5Cl), en pols perforada d'una de les roques, anomenada " Cumberland", analitzat pel rover Curiosity.

### Mars 2020
El rover Mars 2020 és una missió d'exploradors planetaris a Mart per la NASA, llançada el 30 de juliol de 2020. Té la intenció d'investigar un entorn antic astrobiològicament rellevant a Mart, investigar els seus processos geològics superficials i la seva història, inclosa l'avaluació de la seva habitabilitat passada i potencial per a la preservació de les biosignatures dins de materials geològics accessibles.

### Missions futures

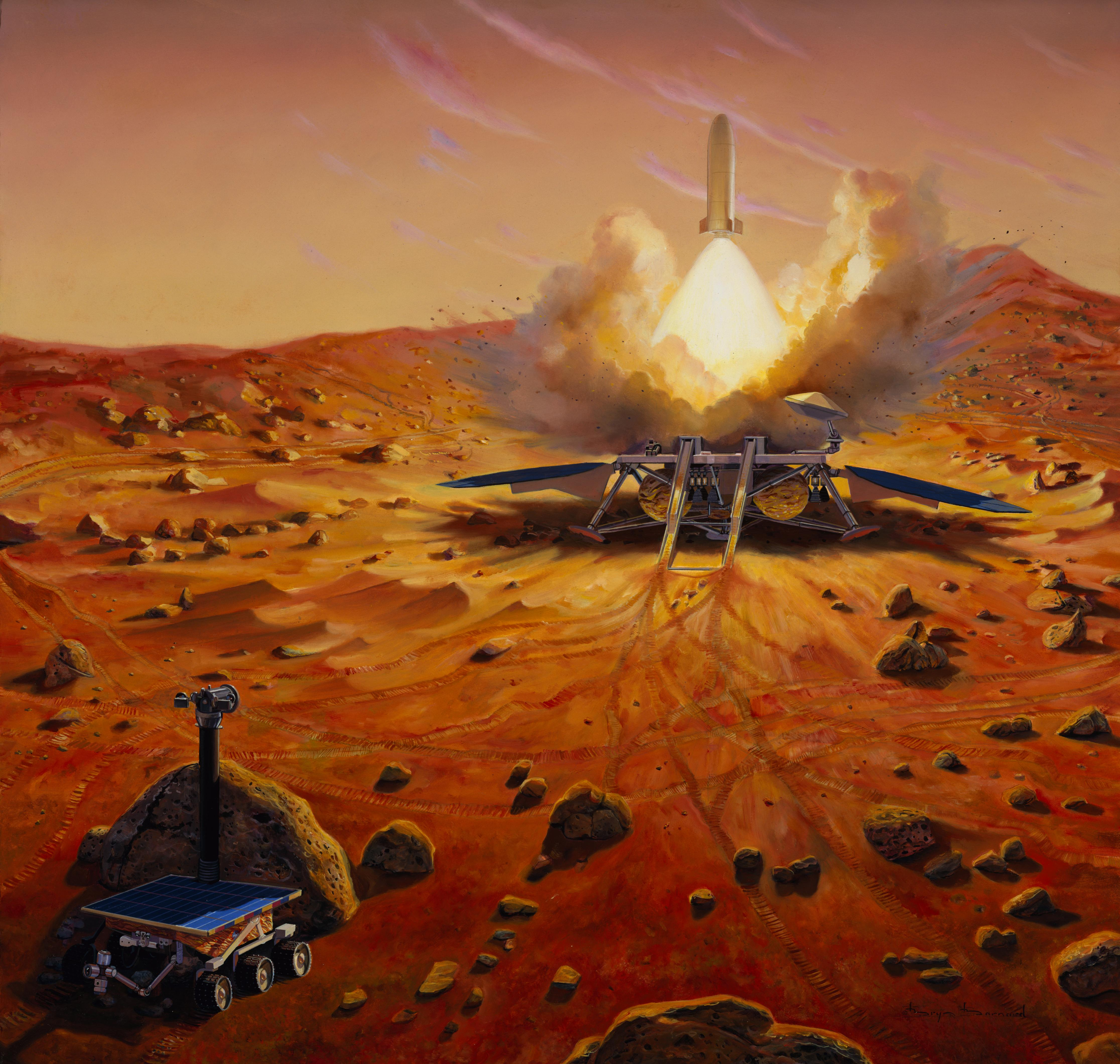
Representació artística de la missió Mars Sample Return (2020-2022?).

- ExoMars: és un programa europeu d'astronaus múltiples actualment en desenvolupament per l'Agència Espacial Europea (ESA) i NASA per llançament el 2016 i 2018.[81] La seva missió científica principal serà la recerca de signatures biològiques a Mart, passades o presents. Dos vehicles, capaços de perforar fins a 2 m van ser utilitzats per mostreig diferents profunditats sota la superfície, on l'aigua líquida pot ser trobada i on els microorganismes podrien sobreviure a la radiació còsmica.[82]
- Astrobiology Field Laboratory: és un projecte de missió de la NASA i no s'ha determinat encara cap data de llançament. Se seguiria la missió Mars Science Laboratory i ajudarà a respondre preguntes sobre la vida a Mart.[83]
- Mars Sample Return Mission: el millor experiment de detecció de vida proposat és l'examen a la Terra d'una mostra de sòl de Mart. Tanmateix, la dificultat de proporcionar i mantenir el suport de vida durant els mesos de trànsit de Mart a Terra va quedar per resoldre.[84] Proporcionar els requisits ambientals i nutricionals encara desconeguts és una tasca d'enormes proporcions. En cas d'organismes morts es troben en una mostra, seria difícil concloure que aquests organismes estaven vius quan s'hagin obtingut.

## Colonització humana de Mart
Algunes de les raons principals per colonitzar Mart inclouen els interessos econòmics, la recerca científica a llarg termini i la pura curiositat. Les condicions de la superfície i la presència d'aigua a Mart el converteixen probablement en el més hospitalari dels planetes del Sistema solar, a part de la Terra. La colonització humana de Mart requeriria la utilització de recursos in situ (ISRU); Un informe de la NASA afirma que "les tecnologies de frontera aplicables inclouen la robòtica, la intel·ligència de màquines, la nanotecnologia, la biologia sintètica, la fabricació impressió 3D/additiva i l'autonomia. Aquestes tecnologies combinades amb els immensos recursos naturals haurien de permetre que l'ISRU, abans i després de l'arribada humana, augmenti considerablement la fiabilitat i la seguretat i redueixi el cost de la colonització humana de Mart.